# Mammillaria vetula
Mammillaria vetula är en kaktusväxtart som beskrevs av Carl Friedrich Philipp von Martius. Mammillaria vetula ingår i släktet Mammillaria och familjen kaktusväxter.

## Underarter
Arten delas in i följande underarter:
- M. v. gracilis
- M. v. vetula

## Externa länkar

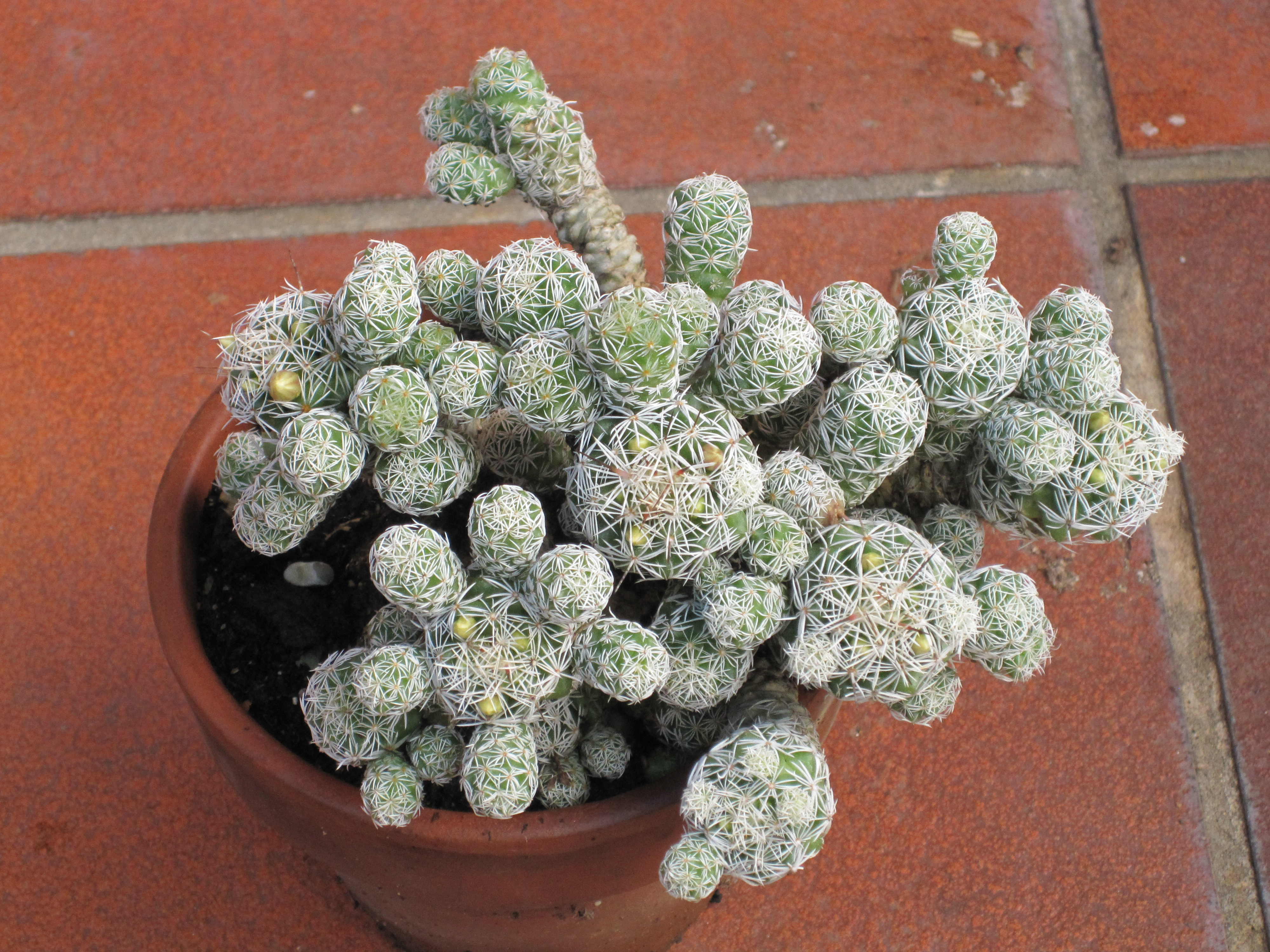
Mammillaria vetula sub gracilis
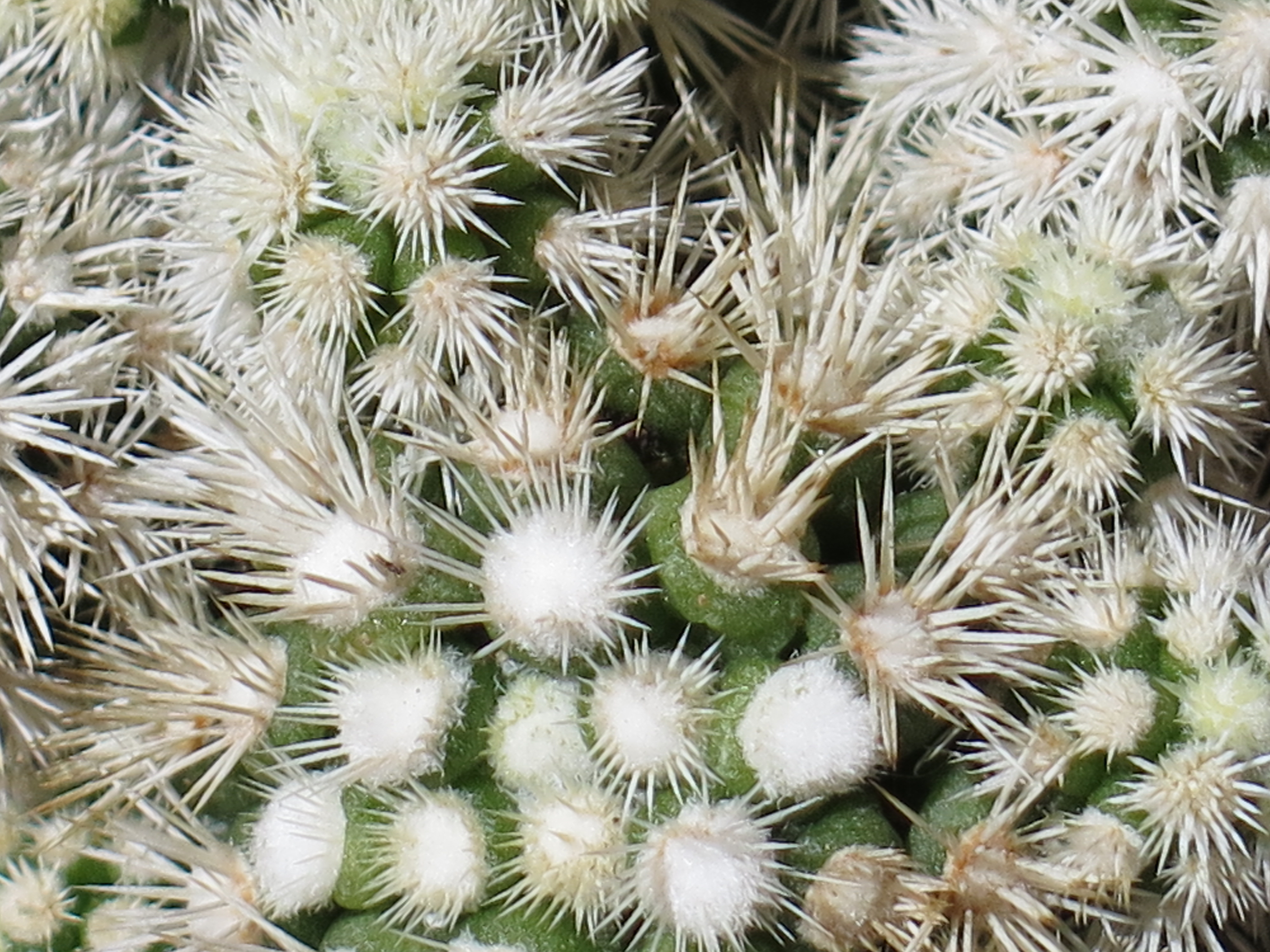
Mammillaria vetula ssp. gracilis cv. Arizona Snowcap